# Бойко, Тихон Федотович
Тихон Федотович Бойко — советский хозяйственный, государственный и политический деятель, Герой Социалистического Труда.

## Биография
Родился в 1915 году в Киевской губернии. Член КПСС.
Участник Великой Отечественной войны, шофёр армейской партийной комиссии при политическом отделе 18-й армии. С 1945 года — на хозяйственной, общественной и политической работе. В 1945—1975 гг. — агроном, председатель колхоза имени Дзержинского, председатель колхоза «Перемога» в селе Корнин Ровенского района Ровенской области Украинской ССР.
Указом Президиума Верховного Совета СССР от 26 февраля 1958 года присвоено звание Героя Социалистического Труда с вручением ордена Ленина и золотой медали «Серп и Молот».
Умер в селе Корнин в 1980 году.